# 12747 Michageffert
A 12747 Michageffert (ideiglenes jelöléssel 1992 YN2) a Naprendszer kisbolygóövében található aszteroida. Eric Walter Elst fedezte fel 1992. december 18-án.